# Shinkansen série E1
Les Shinkansen série E1 (新幹線E1系電車, Shinkansen E1-kei densha) étaient une série de 6 rames automotrices électriques à grande vitesse appartenant à la JR East et exploitées de 1994 à 2012 sur les lignes Shinkansen Tōhoku puis Jōetsu au Japon. Ces rames furent les premiers modèles de Shinkansen à deux niveaux mis en service.

## Caractéristiques générales
Les Shinkansen E1 sont tous composés de 12 voitures, alternant motrices et remorques (R-2M-2R-2M-2R-2M-R). Leur vitesse commerciale maximum est de 240 km/h. Techniquement, les Shinkansen E1 sont les premiers modèles de train à grande vitesse entièrement composés de voitures à deux niveaux (auparavant, certaines rames de Shinkansen 100 et 200 ont comporté d'une à 4 voitures à deux niveaux).
Dans le but d’augmenter la capacité, le Shinkansen E1 propose des rangées de 6 sièges (3+3) au niveau supérieur des voitures 1 à 4. Ces places sont sans réservation. Le niveau supérieur des voitures 9 à 11 est réservé à la Green car (la première classe) avec des rangées de 4 sièges (2+2). Le reste du train est destiné à la classe standard avec réservation, avec des rangées de 5 sièges (3+2).
La livrée extérieure des Shinkansen E1 était initialement grise et blanche avec une bande verte. Après rénovation (entre 2003 et 2006), la livrée est devenue blanche et bleue avec une bande rose.

## Services
Les premiers Shinkansen E1 entrèrent en service en juillet 1994 sur la ligne Tōhoku. Le 4 décembre 1999, l'ensemble des 6 rames furent transférées sur la ligne Jōetsu pour effectuer les services Max Asahi (jusqu'en 2002), Max Toki (depuis 2002) et Max Tanigawa.
En avril 2012, 2 Shinkansen E1 ont été réformés. Les 4 rames restantes ont été retirées du service commercial le 29 septembre 2012, cependant un service spécial Merci Max Asahi (ありがとうＭａｘあさひ号 Arigatō Max Asahi-gō?) entre Niigata et Tokyo a été effectué le 27 octobre 2012 par un Shinkansen E1 pour les 30 ans de la ligne Shinkansen Jōetsu.

## Photos

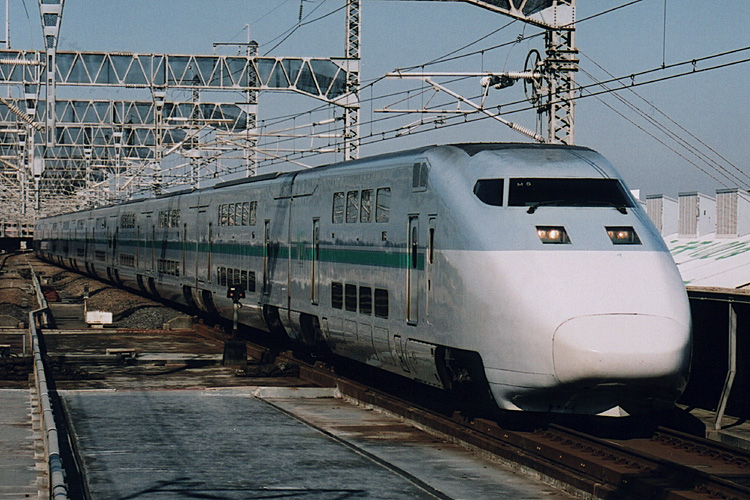
Première livrée du Shinkansen E1
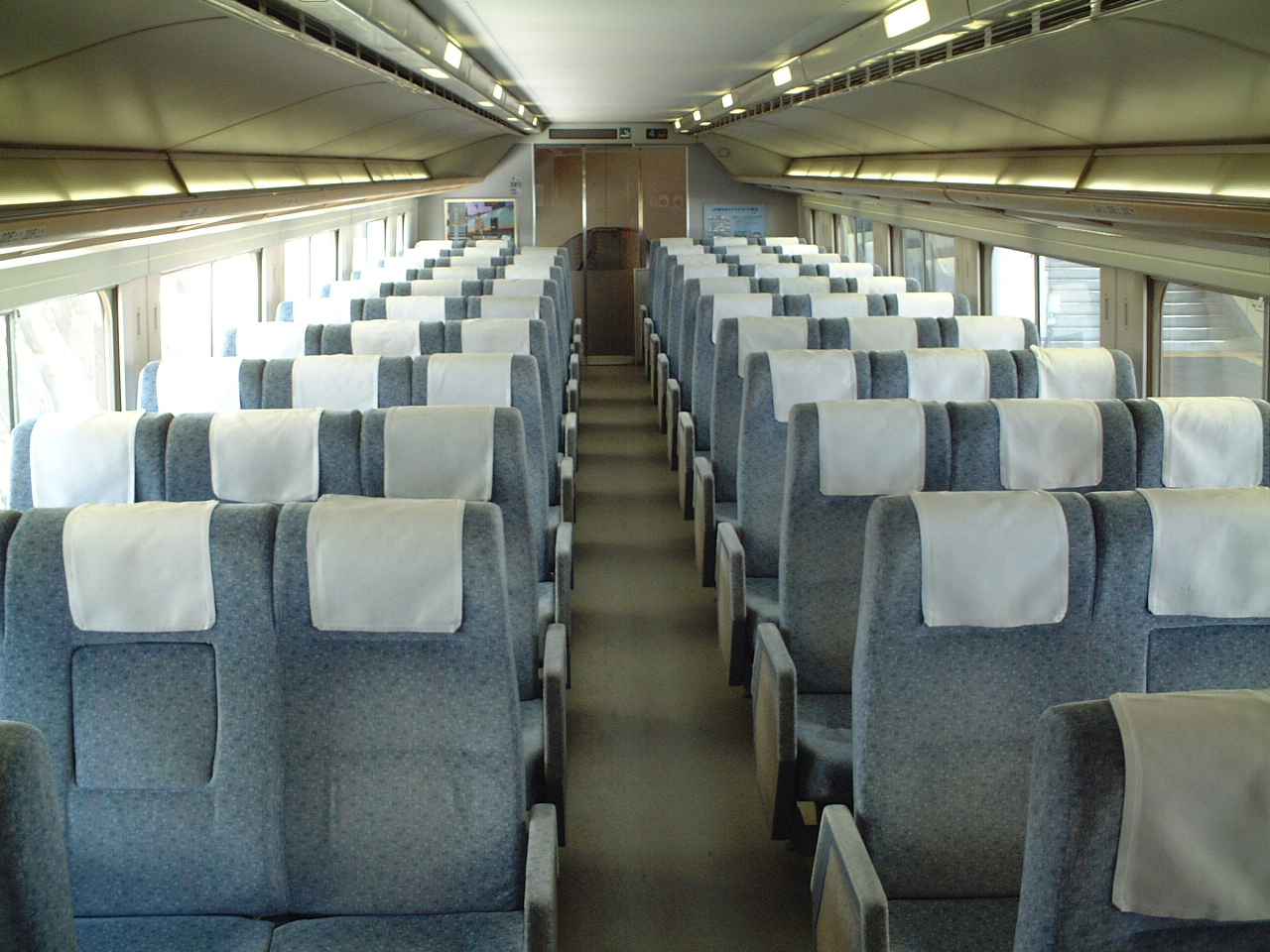
Intérieur de la classe standard (configuration 3+3 sièges)
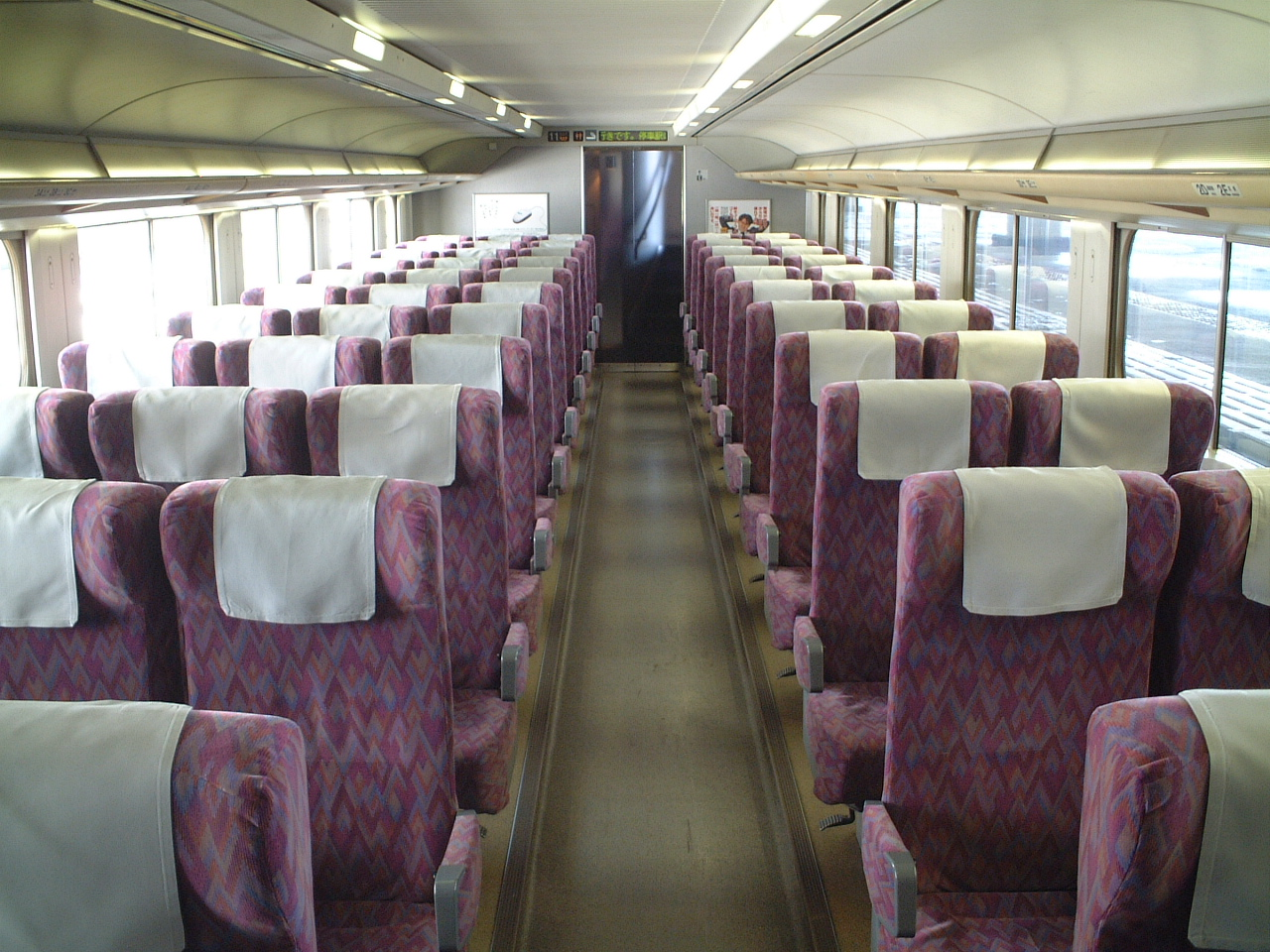
Intérieur de la classe standard (configuration 3+2 sièges)
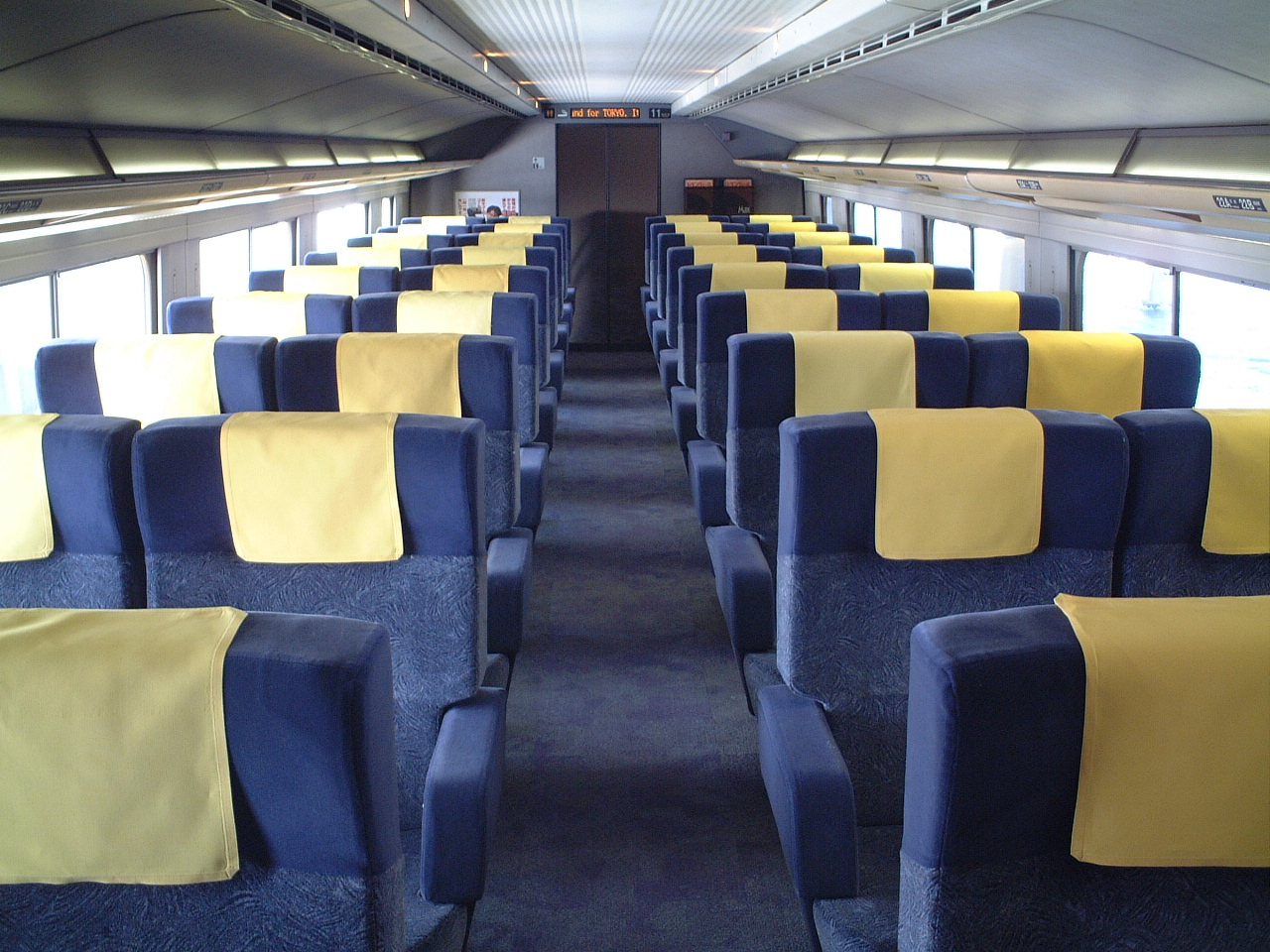
Interieur des Green car (salle haute)